# Halterofilismo nos Jogos Olímpicos de Verão de 2016 - Até 75 kg feminino
A competição da categoria até 75 kg feminino do halterofilismo nos Jogos Olímpicos de Verão de 2016 foi realizada no dia 12 de agosto no Pavilhão 2 da Riocentro.

## Calendário
Horário local (UTC-3)
| Dia          | Horário | Fase    |
| ------------ | ------- | ------- |
| 12 de agosto | 12:30   | Grupo B |
| 12 de agosto | 15:30   | Grupo A |

## Recordes
Antes desta competição, os recordes mundiais e olímpicos da prova eram os seguintes:
| Recorde mundial  | Arranque  | RUS Natalia Zabolotnaia | 135 kg | Belgorod, Rússia       | 17 de dezembro de 2011 |
| Recorde mundial  | Arremesso | PRK Kim Un-ju           | 164 kg | Incheon, Coreia do Sul | 25 de setembro de 2014 |
| Recorde mundial  | Total     | RUS Natalia Zabolotnaia | 296 kg | Belgorod, Rússia       | 17 de dezembro de 2011 |
| Recorde olímpico | Arranque  | RUS Natalia Zabolotnaia | 131 kg | Londres, Grã Bretanha  | 3 de agosto de 2012    |
| Recorde olímpico | Arremesso | KAZ Svetlana Podobedova | 161 kg | Londres, Grã Bretanha  | 3 de agosto de 2012    |
| Recorde olímpico | Total     | RUS Natalia Zabolotnaia | 291 kg | Londres, Grã Bretanha  | 3 de agosto de 2012    |

## Medalhistas
| Ouro   | PRK Rim Jong-sim   |
| Prata  | BLR Darya Naumava  |
| Bronze | ESP Lidia Valentín |

## Resultados
Participaram do evento 15 halterofilistas.
| Pos.              | Halterofilista            | Grupo | Peso corporal | Arranque (kg) | Arranque (kg) | Arranque (kg) | Arranque (kg) | Arresesso (kg) | Arresesso (kg) | Arresesso (kg) | Arresesso (kg) | Total |
| Pos.              | Halterofilista            | Grupo | Peso corporal | 1             | 2             | 3             | Resultado     | 1              | 2              | 3              | Resultado      | Total |
| ----------------- | ------------------------- | ----- | ------------- | ------------- | ------------- | ------------- | ------------- | -------------- | -------------- | -------------- | -------------- | ----- |
| Medalha de ouro   | PRK Rim Jong-sim          | A     | 74.47         | 117           | 121           | 121           | 121           | 145            | 153            | 162            | 153            | 274   |
| Medalha de prata  | BLR Darya Naumava         | A     | 74.63         | 107           | 112           | 116           | 116           | 136            | 139            | 142            | 142            | 258   |
| Medalha de bronze | ESP Lidia Valentín        | A     | 74.00         | 112           | 116           | 116           | 116           | 135            | 138            | 141            | 141            | 257   |
| 4                 | COL Ubaldina Valoyes      | A     | 74.28         | 106           | 109           | 111           | 111           | 131            | 136            | 138            | 136            | 247   |
| 5                 | UKR Iryna Dekha           | A     | 74.89         | 111           | 114           | 116           | 114           | 133            | 138            | 141            | 133            | 247   |
| 6                 | USA Jenny Arthur          | A     | 74.65         | 103           | 103           | 107           | 107           | 130            | 135            | 141            | 135            | 242   |
| 7                 | CHI María Fernanda Valdés | B     | 74.66         | 107           | 107           | 107           | 107           | 135            | 142            | 142            | 135            | 242   |
| 8                 | FRA Gaëlle Nayo-Ketchanke | A     | 73.61         | 102           | 107           | 107           | 102           | 132            | 135            | 140            | 135            | 237   |
| 9                 | MEX Alejandra Garza       | B     | 74.59         | 98            | 98            | 101           | 98            | 125            | 125            | 126            | 126            | 224   |
| 10                | ARM Sona Poghosyan        | B     | 72.52         | 92            | 97            | 100           | 97            | 115            | 122            | 126            | 126            | 223   |
| 11                | SAM Mary Opeloge          | B     | 74.56         | 97            | 100           | 102           | 100           | 115            | 117            | 118            | 118            | 218   |
| 12                | MDA Natalia Prișcepa      | B     | 73.72         | 93            | 97            | 100           | 97            | 110            | 116            | 123            | 116            | 213   |
| 13                | TUR Assiya İpek           | B     | 69.77         | 80            | 83            | 85            | 83            | 95             | 100            | 103            | 103            | 186   |
| 14                | MAR Samira Ouass          | B     | 73.68         | 70            | 75            | 80            | 75            | 90             | 96             | 97             | 97             | 172   |
| –                 | BRA Jaqueline Ferreira    | A     | 74.89         | 103           | 103           | 103           | DNF           | –              | –              | –              | –              | DNF   |

Legenda
| Recorde mundial      | Recorde mundial (World record)               |                       | Recorde africano                      | Recorde africano (African) |                                           | Q | Classificado por posição (Qualified) |
| Recorde olímpico     | Recorde olímpico (Olympic record)            | Recorde da América    | Recorde da América (Americas)         | q                          | Classificado por melhor tempo (Qualified) |   |                                      |
| Melhor marca do ano  | Melhor marca do ano (World leading)          | Recorde asiático      | Recorde asiático (Asian)              | DNS                        | Não largou (Did not start)                |   |                                      |
| Recorde nacional     | Recorde nacional (National record)           | Recorde europeu       | Recorde europeu (European)            | DNF                        | Não terminou (Did not finish)             |   |                                      |
| Recorde pessoal      | Recorde pessoal do atleta (Personal best)    | Recorde da Oceania    | Recorde da Oceania (Oceania)          | DSQ / DQ                   | Desclassificado (Disqualified)            |   |                                      |
| Recorde da temporada | Recorde da temporada do atleta (Season best) | Recorde sul-americano | Recorde sul-americano (South America) | NM                         | Sem marca (No mark)                       |   |                                      |